# Amédée de Bie
Pour les articles homonymes, voir Amédée.
Compléments
De Bie fut abbé général des Cisterciens de 1900 à 1920
Amédée de Bie (à l'état civil: Gérard-François de Bie), né le 16 mars 1844 à Wouw, en Brabant-Septentrional (Pays-Bas) et décédé le 25 juin 1920 à Rome est un moine cistercien belge, qui fut abbé général de l’ordre cistercien de 1900 à 1920.

## Biographie
Gérard-François de Bie est l’ainé de quatre enfants d'une famille brabançonne ; tous les quatre sont entrés dans les ordres. Il entre comme novice à l’abbaye de Bornhem le 23 juin 1862, où il reçoit le nom de religion ‘Amédée’. Ordonné prêtre le 11 juin 1870, il célèbre sa messe de prémices 6 jours plus tard. Le 8 septembre 1866 il fait sa profession religieuse perpétuelle comme moine cistercien.
Comme jeune prêtre, de Bie est professeur de philosophie et vicaire dans la paroisse voisine de Bornem. En 1884 il accompagne au Canada le procureur général de l’Ordre, Henri Smeulders (en), également profès de Bornhem, pour y faire une fondation monastique. Cependant, le 12 février 1895 la communauté de Bornhem l’élit comme deuxième abbé; il reçoit la bénédiction abbatiale le 3 mai suivant. 
Le 2 octobre 1900 il est élu abbé général de l’Ordre cistercien (de la commune observance), une fonction qu’il occupera jusqu'à sa mort en 1920. Quand il se rend à Rome en 1900 pour y occuper ses nouvelles fonctions Dom Amédée ouvre un nouveau chapitre dans l’histoire de l’ordre cistercien. Pour la première fois depuis la Révolution française, un abbé quitte son propre monastère pour s’établir à Rome comme abbé-général. En 1900, il n'existait pas de ‘généralat’ à proprement parler, et rien n’était  prévu pour lui à l’abbaye cistercienne de la Sainte-Croix, à Rome.  Il y est d’abord reçu comme simple ‘hôte’, avant de louer un logement ailleurs qu’il occupe avec le procureur général et un frère convers de Bornhem qui l’accompagne.  

## Missions
Son mandat et mission reçue de la Congrégation pour les Religieux consiste à unifier l’Ordre et fédérer les différentes congrégations monastiques cisterciennes. Il rencontre de vigoureuses résistances. Ainsi, même si depuis la fin du XIXe siècle la Congrégation des Religieux souhaitait que les chapitres généraux se tiennent à Rome, les cisterciens continuèrent à avoir les leurs à l’étranger: en particulier en Autriche, où l’Ordre est présent et très actif. 
De Bie mène à bien un autre projet délicat : l’élaboration de Constitutions valables pour l’ensemble de l’Ordre cistercien. De plus, durant son mandat il est sérieusement question d’intégrer la congrégation missionnaire trappiste de Mariannhill mais les négociations n’aboutissent pas.
De santé fragile Amédée de Bie ne voyage pas beaucoup. Il délègue souvent son procureur général pour les visites canoniques régulières à faire en Europe, et pour d’autres négociations à l’étranger. Il meurt à Rome le 25 juin 1920.